# 죽림암
죽림암(竹林庵)은 대한민국 전북특별자치도 임실군에 있는, 9세기말 통일신라 진감국사가 신흥사를 세운 후에 수행과 더불어 불교를 전파하기 위해 지은 절이다. 1984년 4월 1일 전라북도의 문화재자료 제25호로 지정되었다.

## 참고 자료
- 죽림암 - 국가유산청 국가유산포털